# 九天社
株式会社九天社（きゅうてんしゃ）は、かつて存在した日本の出版社。

## 概要
2001年8月29日、エクスメディアの元社員により東京都中央区日本橋茅場町にて設立された。
社名の由来は古代中国において、天を9つに分けた「九天」の概念から。2005年11月に堀留町へ本社を移転している。
2008年6月10日、東京地方裁判所に破産を申し立て（6月13日付で破産開始決定）倒産した。

## 主な出版物
- 『瞬時に「できる人」を見抜く面接ポイント―伝説の人事部長が教える』谷所健一郎
- 『生命保険のウソ・ホント―賢く・損せず生命保険・医療保険に入る方法』草野直樹
- 『小さな会社の社長のお金を残すために絶対必要な本』岩佐孝彦
- 『知らないと借りられない融資の掟―中小企業経営者と新規事業者のための』阿部雅彦
- 『新規開業時に融資を満額受けるために絶対必要な本』石橋知也
- 『大学・専門学校進学のための進学費・奨学金・教育ローンガイド』石橋知也
- 『すごくお金が貯まる社長に変わる本―FPだから書ける会社のお金・社長のお金の話』小山信康
- 『グーグル八分とは何か』吉本敏洋
- 『ウィキペディアで何が起こっているのか―変わり始めるソーシャルメディア信仰』山本まさき・古田雄介（オーム社へ販売権移管）
- 『Winnyはなぜ破られたのか―P2Pネットワークをめぐる攻防』園田道夫